# Carlos Greykey
 (décembre 2016).
Carlos Greykey, né Carlos José ou José Carlos Grey Molay, né le 4 juillet 1913 à Barcelone et mort en 1982 en France, était un combattant républicain espagnol, le seul prisonnier de cette nationalité à être noir dans le camp de concentration de Mauthausen.

## Biographie
Carlos José Grey Molay est né à Barcelone en 1913. Ses parents étaient originaires de Fernando Poo (aujourd'hui, Bioko, Guinée-Équatoriale), colonie espagnole à cette époque. Il a eu plusieurs frères/sœurs. Bien que d'origine modeste (sa mère travaillait en faisant le ménage dans des bâtiments du quartier Paseo de Gracia, quartier aisé de Barcelone), il intégra l'université et suivit des études universitaires en médecine. À la suite du putsch militaire (et du déclenchement de la guerre en Espagne) en 1936, sans pouvoir finir ses études, Carlos Greykey joignit les troupes combattant les putschistes. Après la défaite républicaine, Carlos, comme tant d'autres combattants, ex-combattants et ou civils républicains, chercha refuge en France où il continua le combat contre les régimes fascistes européens, cette fois-ci, en participant à l'effort de guerre français contre l'Allemagne nazie (il n'y a pas de traces pour savoir s'il était dans les Compagnies de travailleurs étrangers ou avec la Légion étrangère). Après la capitulation française face aux forces allemandes nazies, il suit le même sort de plusieurs milliers d'espagnols et est fait prisonnier puis amené aux camps de détention. Après un passage par un des camps du Stalag V C,[n. 3] en Wildberg (Allemagne), il fut transféré en 1941au camp de concentration de Mauthausen.[n. 4]
Greykey est arrivé à Mauthausen le 21 juin 1941. Dès l'arrivée au camp, les prisonniers sont mis en formation -à coups- nus, dans la dénommée cour des garages. Là, il a été vite repéré parmi le reste de prisonniers espagnols du fait de la couleur de sa peau. Un capitaine des SS lui aurait passé un torchon par le visage pour vérifier qu'il était noir (les personnes noires étant, elles aussi, un des objectifs du régime nazi : considérées inférieures donc, dangereuses corruptrices du sang arien, d'après les écrits de Mein Kampf. ). Greykey répondit en allemand aux questions de l'officiel, ce qui semble être la raison pour laquelle il ne fut pas envoyé immédiatement à la chambre à gaz. Juan de Diego, un des survivants de Mauthausen, déclara : « les allemands n'étaient pas habitués à voir des personnes de couleur. Ils ont habillé Carlos avec un uniforme de la garde royale yougoslave, un costume rouge, pour faire de lui une espèce de groom, comme ceux qu'on voyait aux hôtels. Un groom pour ouvrir la porte et pour servir à table ». D'après Mariano Constant, un des chefs de l'organisation communiste clandestine espagnole à Mauthausen, les SS s'amusaient à « l' humilier, mais cela lui a sauvé la vie car à la carrière il n'aurait pas survécu longtemps ».
Greykey s'est vu attribuer le numéro de prisonnier 5124, et a été identifié, comme tous les prisonniers espagnols, avec un triangle avec la lettre "S" (Spanier, "espagnol" en allemand ) de couleur rouge, couleur réservée aux prisonniers politiques et/ou militants de gauche (Rotspanier) (pour les prisonniers avant 1941 ou sans considération politique, déclarés simplement apatrides par le régime de Franco, le triangle était bleu). Outre l'espagnol, le catalan et l'allemand, il parlait aussi l'anglais et le français, chose qui lui valut être destiné à servir la table du commandante du champ, Franz Ziereis. Postérieurement, il fut chargé de la loge et du vestiaire du club des officiers SS. Il fut aussi serveur lors de la visite de Heinrich Himmler au camp en 1941. Ziereis présenta Greykey au leader nazi comme « un noir espagnol habitant en Espagne, [bien que] son père était cannibale et mangeait de la viande humaine ». Peu avant la fin de la guerre, une "mauvaise" réponse lui valut perdre sa condition de prisonnier privilégié (prominente) et les officiers décidèrent "se passer de ses services". Il survécut grâce à la protection de ses compatriotes, qui le cachèrent et camouflèrent jusqu'à la libération du champ.
Après la libération, comme tant d'autres réfugiés espagnols, il ne pouvait pas envisager de rentrer en Espagne où le régime de Franco restait en place et où il ne l'attendraient que des représailles (exécution ou prison avec travaux forcés). Il retourna donc en France, où il demeura le restant de sa vie et où il fut naturalisé français quelques années plus tard. Bien qu'il participât initialement aux réunions périodiques des anciens déportés, quand il arrêta son concours à ces réunions, on perdit sa trace. On croit qu'il s'installa dans le département de Seine-Saint Denis, peut-être à La Courneuve. Il se maria et eut au moins deux fils/filles,. D'après des déclarations de sa fille, il a été danseur dans un cabaret et postérieurement électricien.  De 1977 à sa mort, il milite dans l'Alliance Nationale pour la Restauration Démocratique, un groupe s'opposant à la dictature en Guinée-Équatoriale. Il est mort en France en 1982.